# Raintime
Raintime är ett italienskt melodiskt death metalband. Deras debutalbum Tales of Sadness släpptes i maj 2005. 2007 spelade de in sin första video "Rolling Chances". Bandet splittrades 2012, men återförenades 2018.

## Medlemmar
Nuvarande medlemmar
- Michele Colussi – basgitarr (1999–2010, 2018–)
- Claudio Coassin – sång (1999–2012, 2018–), keyboard (1999–2005)
- Enrico Fabris – trummor (2002–2012)
- Luca Michael Martina – gitarr (2004–2009, 2018–)
- Andrea Corona – keyboard, elektronik (2005–2012, 2018–)
- Ivan Odorico – gitarr (2010–2012, 2018–)

Tidigare medlemmar
- Matteo Barzan – trummor (1999–2002)
- Matteo Di Bon – gitarr (1999–2010)
- Francesco Rossi – gitarr (1999–2002)
- Giovanni Buora – gitarr (2002–2003)
- Daniele Bressa – sologitarr (2009–2012)
- Dario Battiston – basgitarr (2010–2012)

Bidragande musiker (studio)
- Carlo Nadalin – gitarr (2004)
- Alex Corona – gitarr (2004)
- Jacob Bredahl – sång (2007)
- Lars Larsen – sång (2007)
- Tommy Hansen – sång, orgel, flöjt (2007)
- Efis Canu Najarro – sång (2010)

## Diskografi
Studioalbum
- Tales of Sadness (2005)
- Flies & Lies (2007)
- Psychromatic (2010)